# Копиенко, Роман Юрьевич
Роман Юрьевич Копиенко (Пустой шаблон {{ВД-Преамбула}} ) — российский хоккеист, нападающий.

## Биография
Начинал заниматься хоккеем в Хабаровске на позиции защитника, первый тренер Владимир Царенко. В конце сезона-2011/12 дебютировал в команде МХЛ «Амурские тигры», проведя три матча. В следующем сезоне сыграл 59 матчей. В сезоне-2013/14 провёл 42 матча в МХЛ и семь — в январе в КХЛ в составе «Амура». В сезоне-2014/15 сыграл 21 матч в МХЛ и 32 в КХЛ.
Сезон-2015/16 начал в фарм-клубе «Амура» из ВХЛ — «Звезда-ВДВ» Дмитров. Провёл в ноябре четыре матча, и из-за снятия команды с первенства, перешёл в другой фарм-клуб — «Буран». Концовку сезона провёл в «Амурских тиграх». Сезон-2016/17 начал в «Буране», в январе перешёл в «Динамо» Санкт-Петербург. В следующем сезоне провёл семь матчей за «Ермак», четыре — за «Ижсталь» и пять — за «Сахалин» в Азиатской хоккейной лиге. Сезон-2018/19 начал в команде чемпионата Казахстана «Горняк» Рудный, затем вернулся в «Сахалин», где провёл 1,5 сезона.